# شورش ایرانیان بر علیه خلافت اموی
شورش ایرانیان بر علیه  خلافت اموی از دوره فتنه دوم از خلافت یزید بن معاویه آغاز شد در قیام مختاریان مختار بعد کشته شدن حسین بن علی و نیرو هایش توسط امویان  مختار دست به شورش زد مختار اول طرفدار جمع کرد ایران برای انتقام حسین بن علی به سپاه مختار پیوستند و ده هاهزار ایرانی از جمله کیان ایرانی و بسیار ایرانی در سپاه مختار بودند یکی از آنها کیان ایرانی بود که از یاران مختار بود که توانست سربازان اموی مانند عمر بن سعد،شمر بن ذالجوشن،خولی بن یزید اصبحی را بکشد و سرانجام در جنگ زبیریان کشته شد ایرانیان بعد شکست مختار قیام انها توسط امویان  به طور خونین سرکوب شد سال ها بعد در دوره مروان دوم ابو مسلم خراسانی جنبش سیاه جامگان با کمک عباسیان تشکیل داد عباسیان و سیاه جامگان ادعا می کردند که از نوادگان  عباس بن عبدالمطلب هستند و می خواهد انتقام خون فتنه دوم را بگیرند پس به خاطر همین  ایرانیان و شیعیان با عباسیان متحد شدند و برعلیه امویان شورش کردند سرانجام مروان دوم در نبرد زاب از ایرانیان و عباسیان شکست خورد و کشته شد و خلافت امویان از بین رفت و نیرو های ایرانی در این شکست نقش داشتند.